# Kolešovice
Kolešovice (Duits: Koleschowitz) is een Tsjechische gemeente in de regio Midden-Bohemen en maakt deel uit van het district Rakovník. Het dorp ligt op 10 km afstand van de stad Rakovník.
Kolešovice telt 817 inwoners.

## Geografie
De gemeente Kolešovice bestaat uit de volgende plaatsen:
- Kolešovice;
- Heřmanov;
- Zderaz.

Qua parochie vallen Kolešovice en Heřmanov onder de Rooms-Katholieke parochie van Petrovice, en Zderaz tot die van Jesenice.

## Etymologie
De naam is, net als twee nabijgelegen dorpen met de naam Kolešov, afgeleid van de persoonsnaam Koleš, een koosnaam van Kolimír.

## Geschiedenis
De eerste schriftelijke vermelding van het dorp dateert van 1318, toen de toenmalige nederzetting in handen was van ene Vojslav van Kolešovice.
Sinds 2003 is Kolešovice een zelfstandige gemeente binnen het Rakovníkdistrict.

## Verkeer en vervoer

### Autowegen
Er lopen enkele regionale wegen door de gemeente. Op 2,5 km afstand ligt de weg I/6 van Praag naar Karlsbad.

### Spoorlijnen
Kolešovice ligt aan spoorlijn 125 Krupá - Kolešovice. De lijn is een enkelsporige, regionale lijn waarop het vervoer in 1883 begon, maar sinds december 2006 geen regulier vervoer meer kent.

### Buslijnen
Kolešovice wordt bediend door lijn 560 Rakovník - Kryry, 561 Rakovník - Kolešovice en 760 Rakovník - Podbořany van vervoerder Transdev Střední Čechy.

## Bezienswaardigheden
- Petrus-Pauluskerk op het dorpsplein, een barokken gebouw uit 1706-1708;
- Kapel van Johannes van Nepomuk uit 1830, met daarin een barokken stenen beeld van Van Nepomuk;
- Standbeeld van Sint Florian;
- Pastorie.

## Galerij

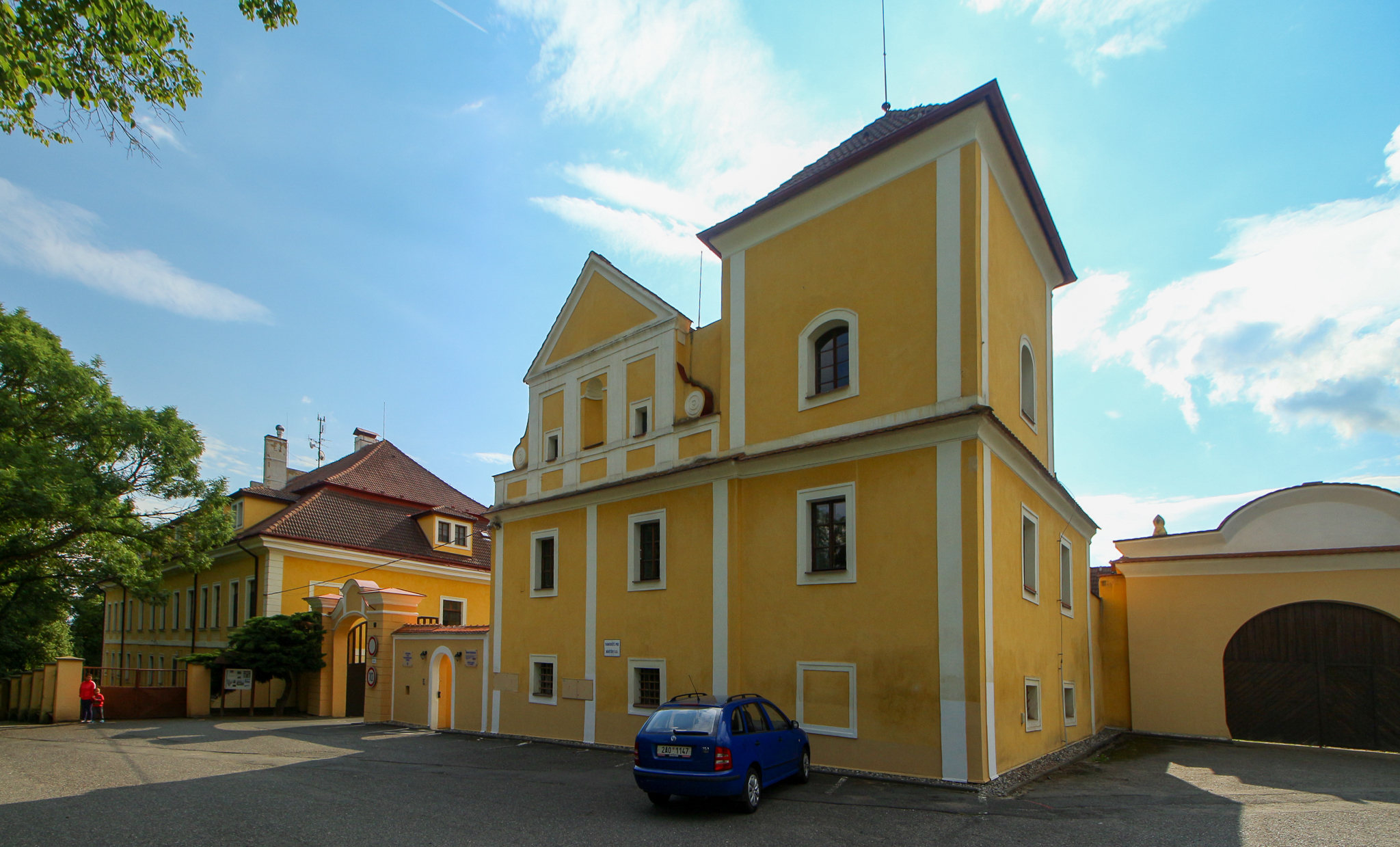
Gebouw in Kolešovice
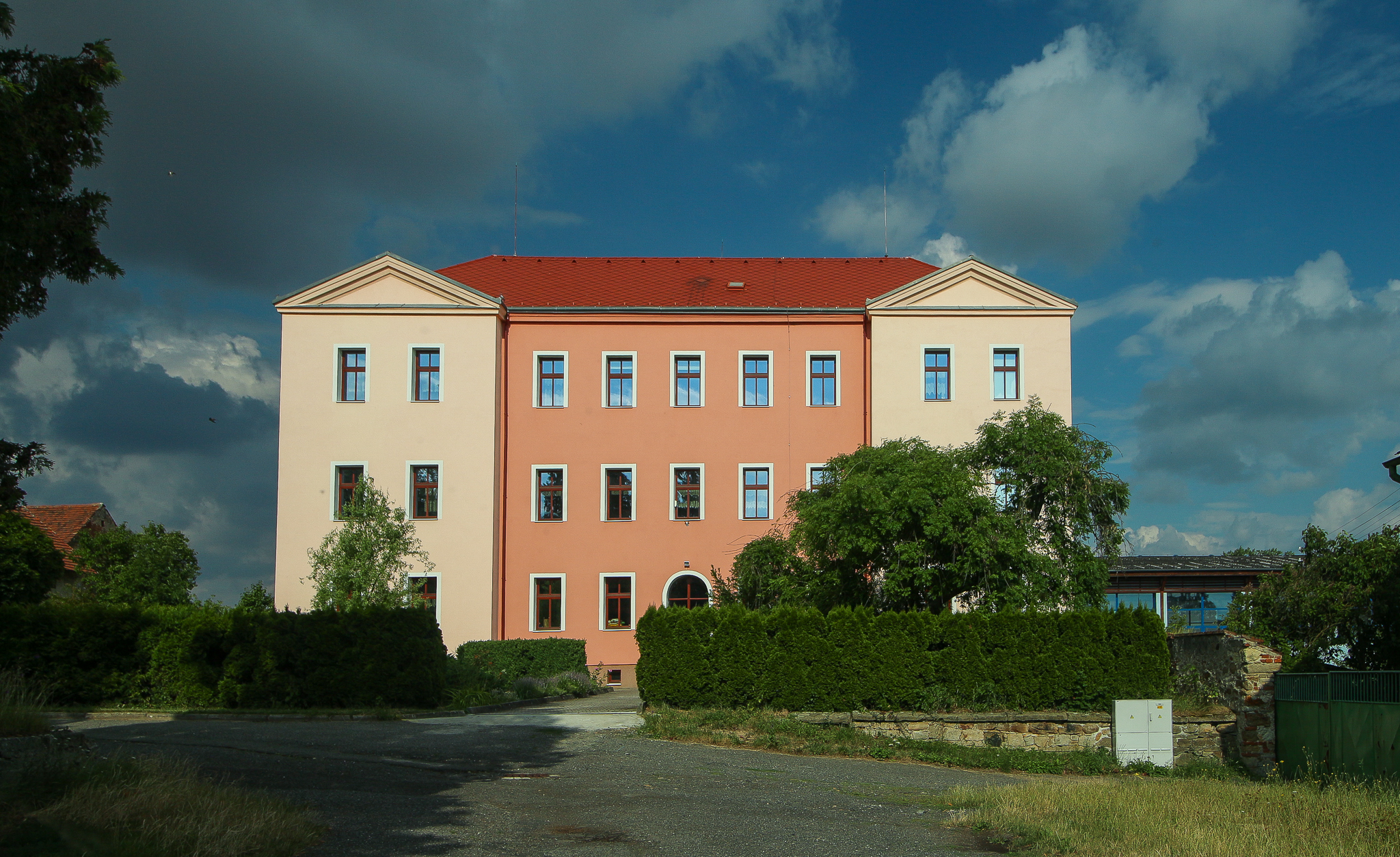
Schoolgebouw in Kolešovice
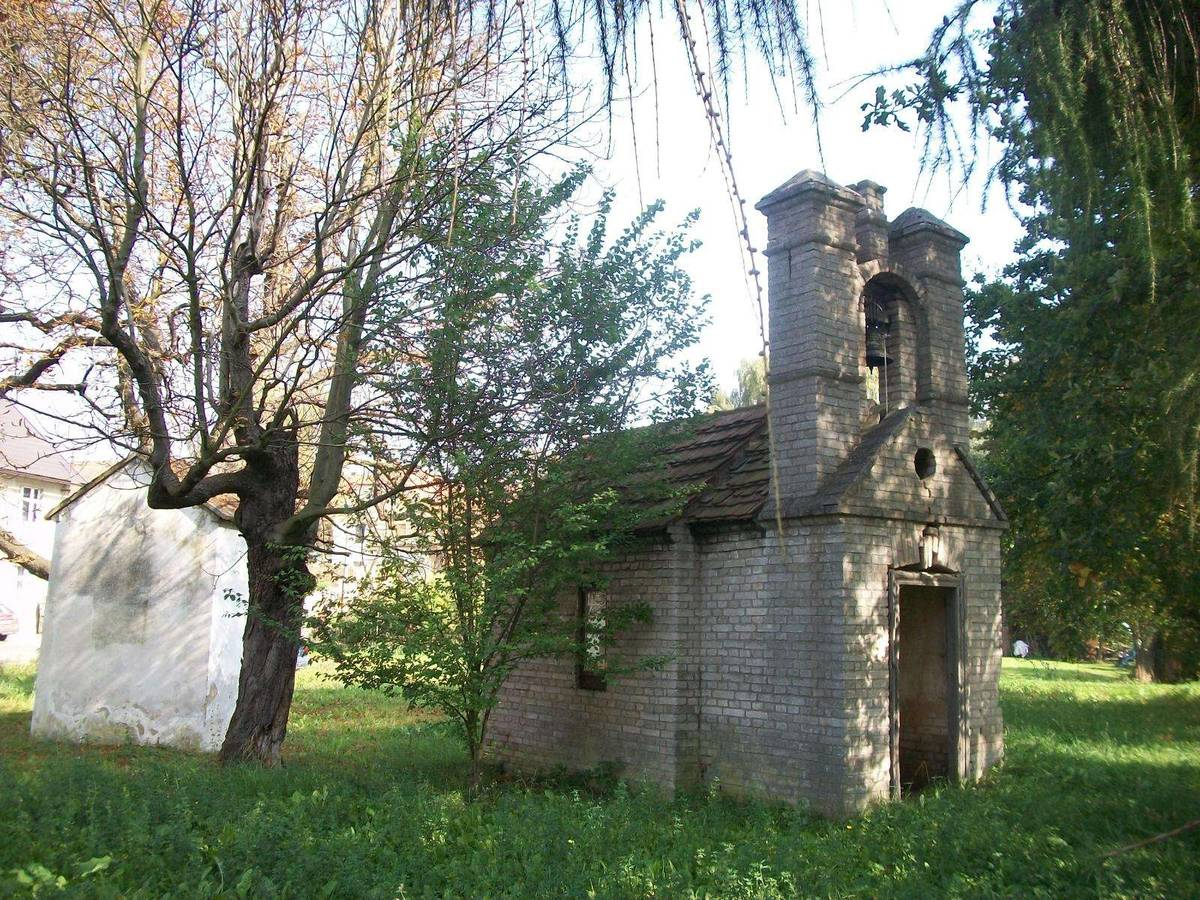
Kapel in Zderaz
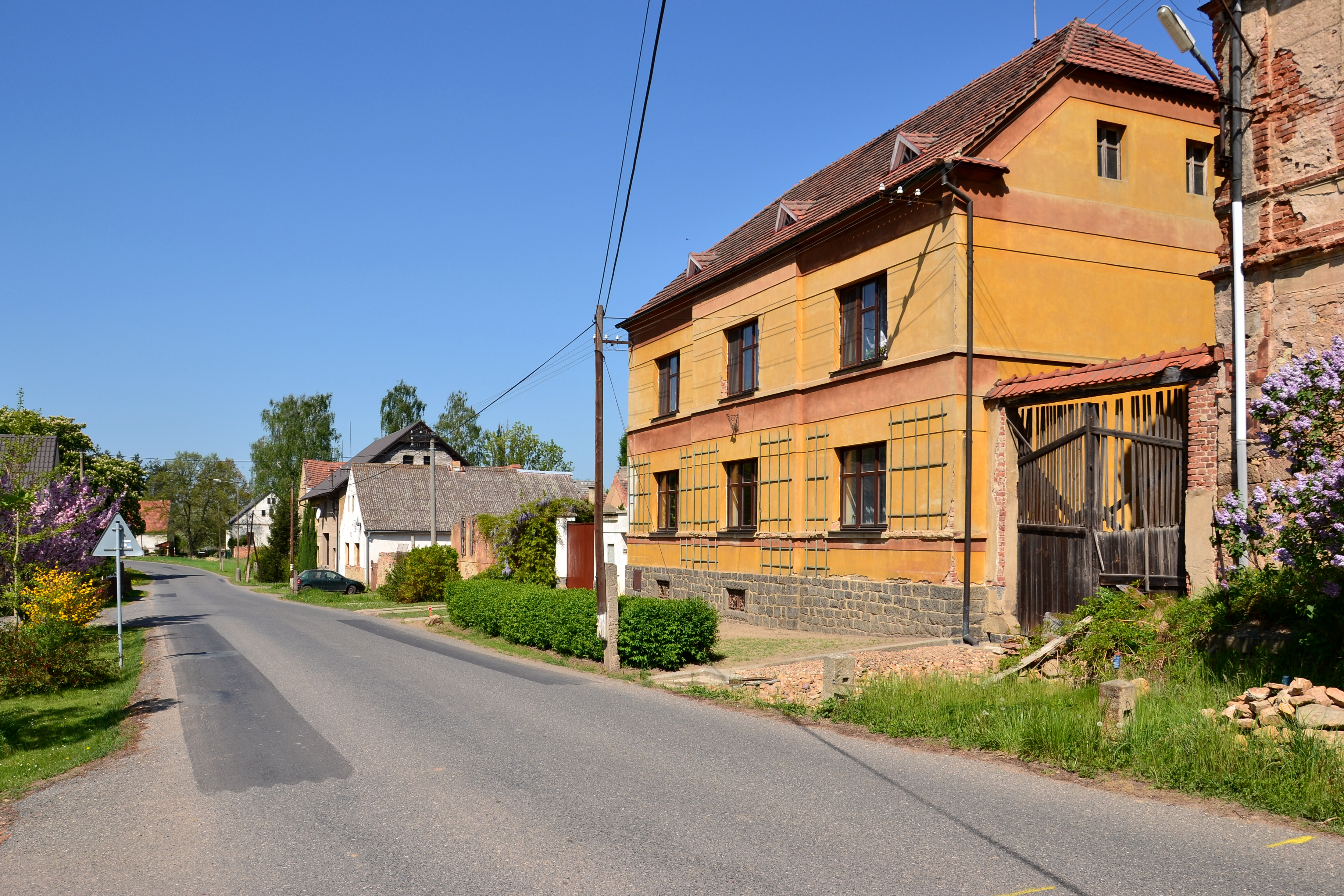
Straat in Zderaz
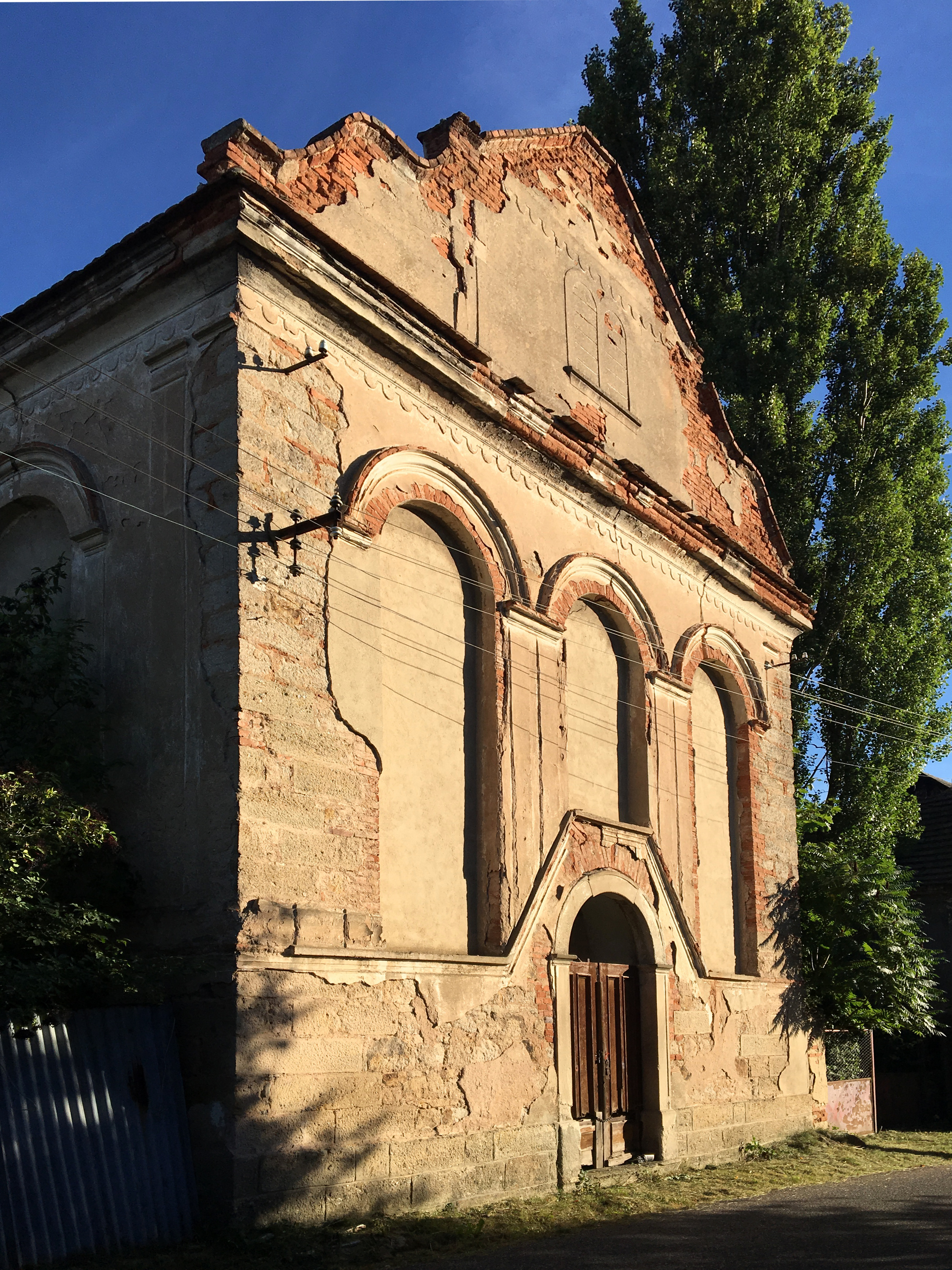
Voormalige synagoge in Zderaz
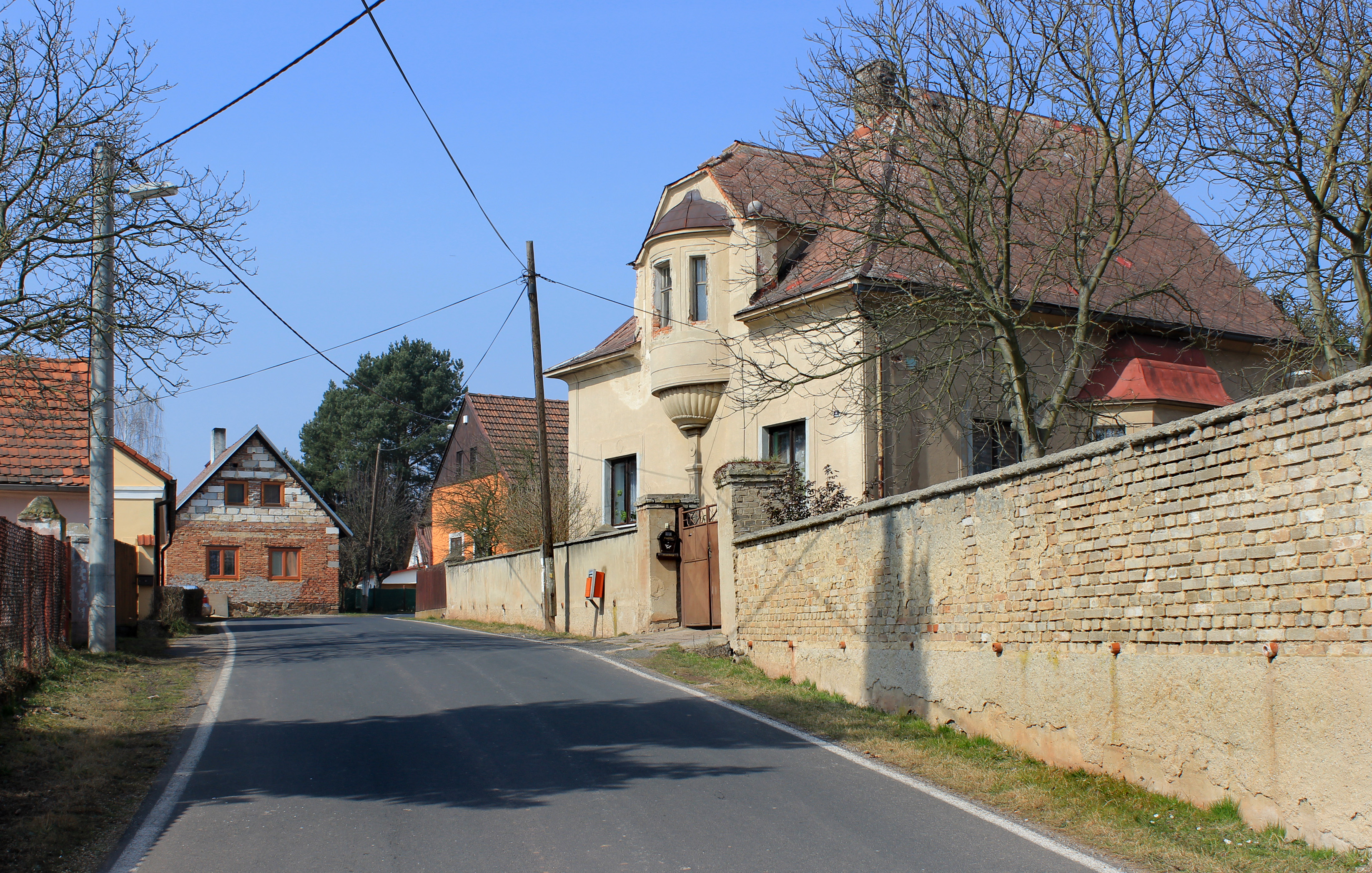
Hoofdstraat van Heřmanov
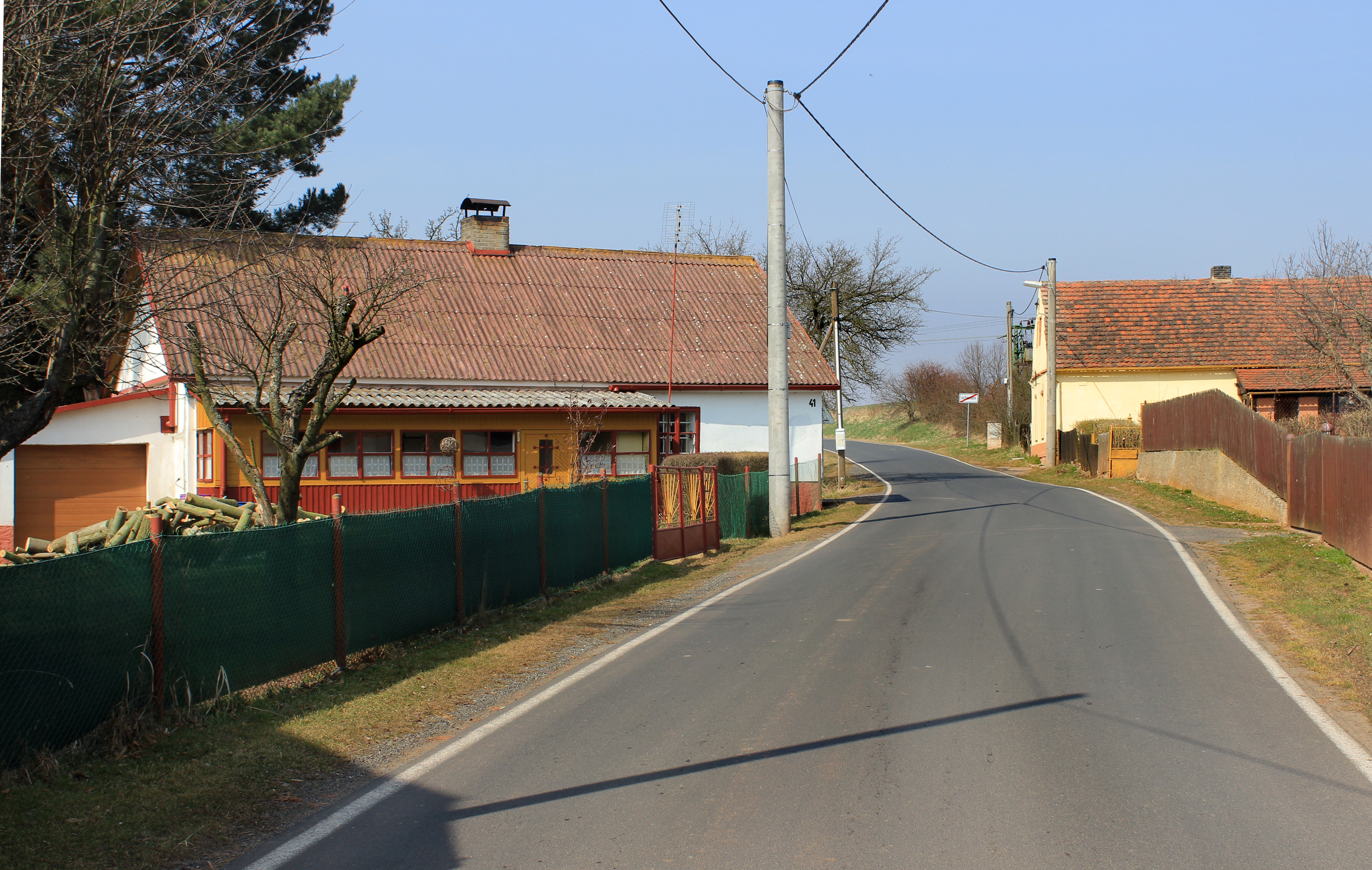
Huizen in het noorden van Heřmanov
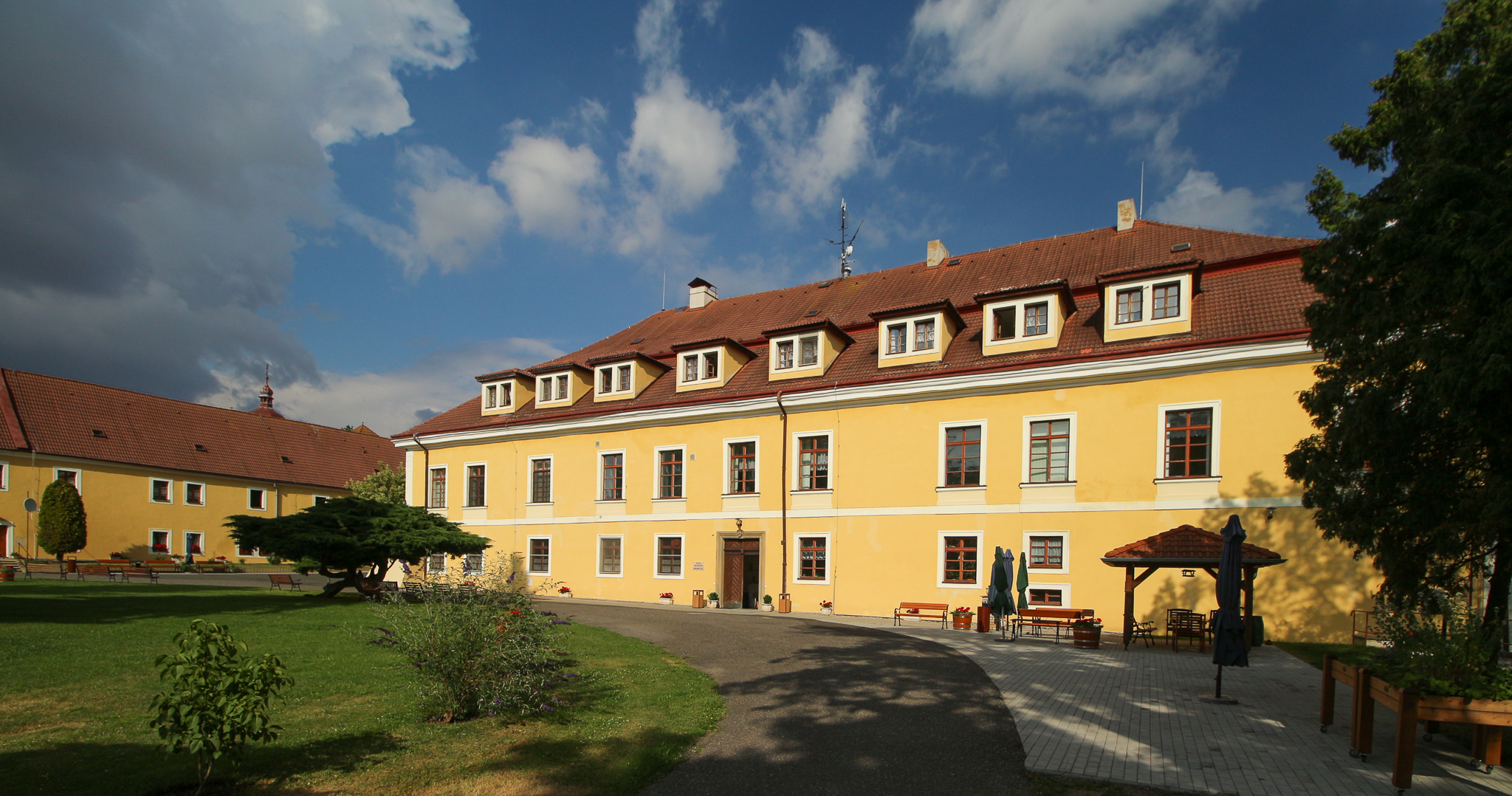
Slot met park in Kolešovice